# 台北君悅酒店
台北君悅酒店（英語：Grand Hyatt Taipei）為坐落於台北市信義商圈的國際五星級飯店，毗鄰台北101、台北市市政大樓、台北世界貿易中心、眾多百貨商場、旅館、豪宅及企業總部，為台北市最為國際化的地段。由新加坡豐隆集團出資，委託凱悅國際酒店集團經營管理，自1990年9月21日正式開幕至今。
台北君悅酒店設有全台灣最多的850間客房及套房，提供各種餐飲服務和休閒設施，包含健身房、戶外溫水游泳池、無柱宴會大禮堂、多樣的會議空間及多間餐廳與酒吧，提供中式、台式、歐陸、及日本料理等餐飲服務。屋頂設有直升機停機坪。

## 住宿
台北君悅酒店擁有全台灣最多的850間客房及套房，分別面向台北101、象山及台北市區，房間大小約10坪至67坪不等。
850間客房及套房為：
- 標準：君悅客房（特大床、雙床）
- 嘉賓軒：嘉賓軒豪華客房（特大床、雙床）、嘉賓軒尊尚客房（特大床、雙床）
- 豪華：君悅豪華客房（特大床、雙床）、君悅尊尚客房（特大床、雙床）
- 套房：君悅套房（特大床、雙床）、君悅行政套房、君悅行政景觀套房、總裁套房、外交官套房、總統套房

2015年9月推出寵物友善住房，接受25公斤以下之中型或小型犬入住，房內提供水碗、飯碗、睡墊、洗毛精、外出清潔袋、毛巾、房門掛牌等狗專用品，為台灣第一間五星級飯店提供此類服務。

## 設施

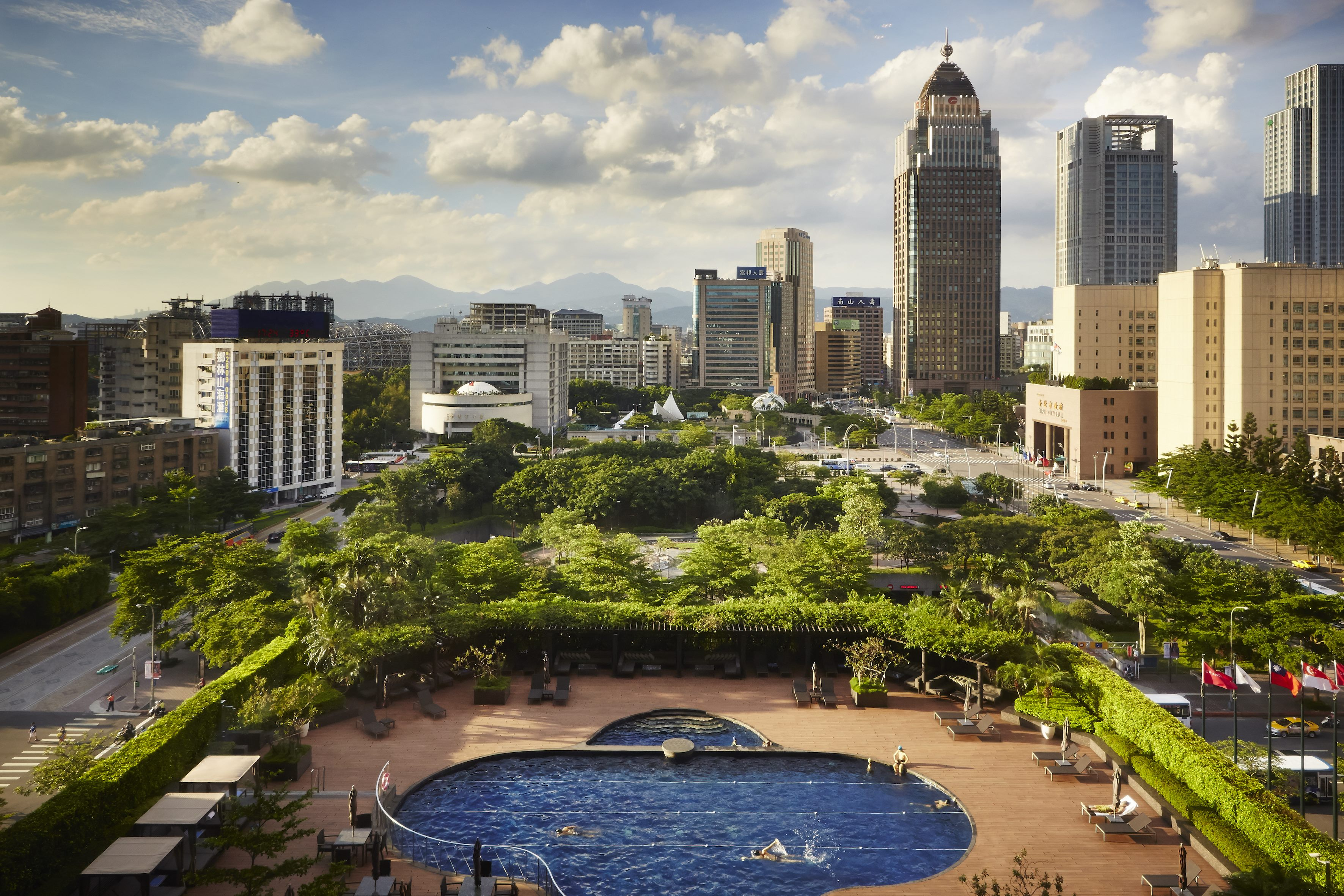
戶外溫水游泳池與前方市民廣場

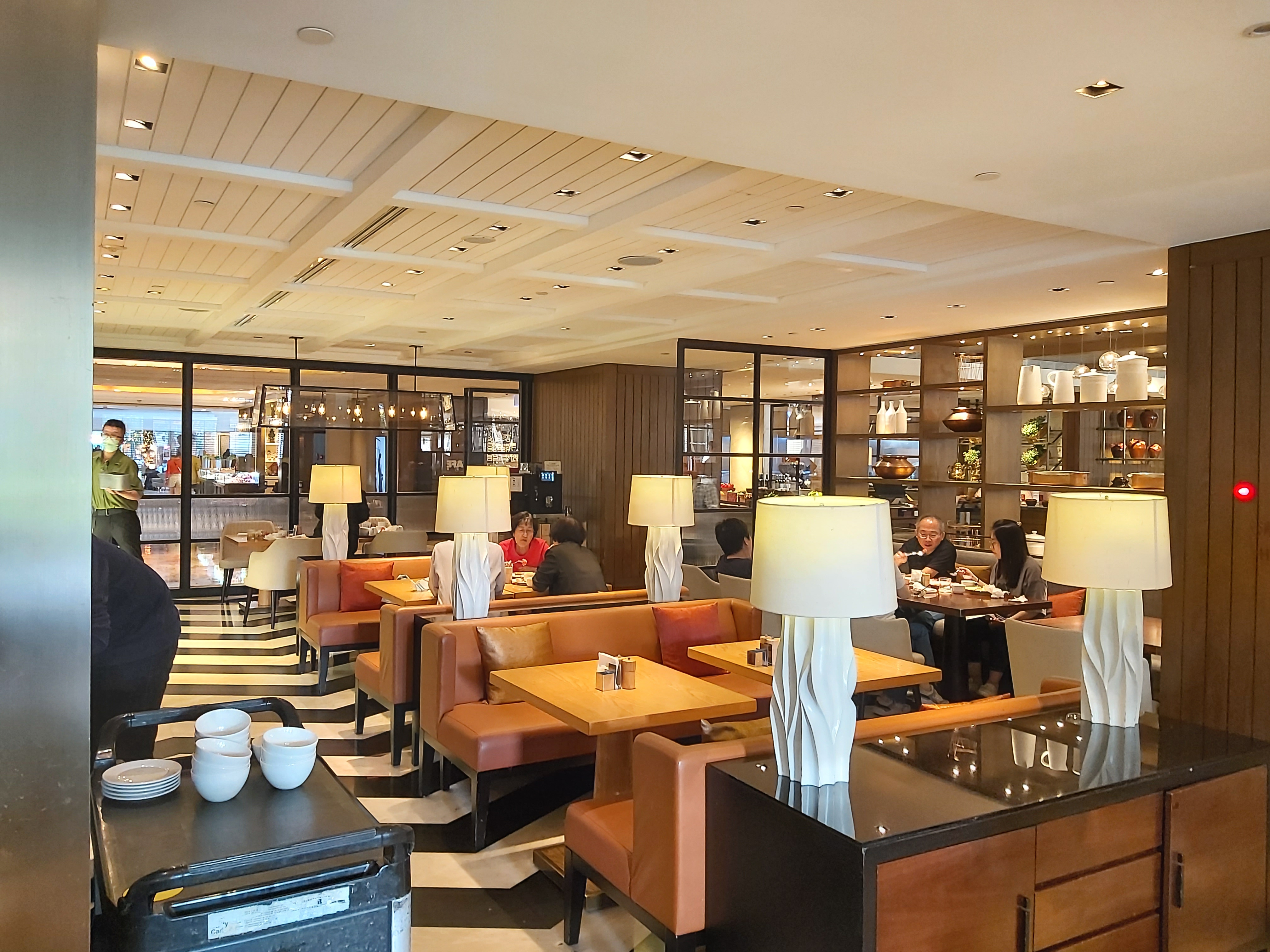
凱菲屋自助餐廳

- 9間餐廳及酒吧
- 健身中心
- 戶外溫水游泳池
- 24小時客房服務
- 2 間 24 小時開放的健身房
- 有氧舞蹈室
- 無柱宴會大禮堂
- 多功能會議及宴會場所
- 免費無線網路

## 名人婚宴
- 黃懷晨、戴君竹（皆為台灣知名演員）[3]
- 郭台銘（鴻海科技集團總裁）、曾馨瑩[4][5][6][7]
- 曹斯杰、郭曉玲（郭台銘女兒）[8]
- 連勝文（前中華民國副總統連戰長子）、蔡依珊[9][10][11]
- 連勝武（連戰次子）、路永佳[12][13][14]
- 蔡紹仁（神旺飯店集團董事長蔡衍榮之子）、吳依潔（中天新聞主播）[15][16][17]
- 孫鵬、狄鶯（皆為台灣知名藝人）[18]
- 吳欣儒（新光金控董事長吳東進女兒）、許元禎（華南永昌證券前董座許博偉長子）[19][20]
- 吳欣盈（新光金控董事長吳東進長女，現任台灣民眾黨不分區立委）、林知延（華南銀行副董事長）[21][22]
- 王泉仁（台塑集團創辦人王永慶長孫）、李晶晶（首都客運千金）[23][24][25][26]
- 蔣萬安 （國民黨副主席蔣孝嚴兒子，現任臺北市市長）、石舫亘[27][28]
- 侯湘婷（台灣知名藝人）、楊孟學[29]
- 胡盈禎 （小禎，知名主持人胡瓜女兒）、李進良[30]
- 杜德偉（知名香港歌手、演員）[31][32]
- 小S（台灣知名藝人）、許雅鈞[33][34]

## 著名客人
- 黃致列 - 韓國知名歌手
- VIXX - 韓國男子團體
- 30秒上火星[35]
- B1A4[36]- 韓國樂團
- Bradley Beal[37]- NBA球星
- FTIsland[38]- 韓國樂團
- SS501 - 韓國樂團
- GOT7 - 韓國男子團體
- Wonder Girls[39]- 韓國女子團體
- 中田英壽[40]- 足球球星
- 休·傑克曼[41]
- 卡莉怪妞[42]- 「日本最大勢流行教主」
- 史奴比狗狗[43]- 美國知名饒舌歌手
- 史瓦帝尼王國國王恩史瓦帝三世
- Boyz II Men [44]
- 大人物合唱團、歐洲合唱團[45]
- 安德烈·波伽利[46]- 盲人男高音
- 宋慧喬 - 韓國知名演員
- 尼可拉斯·凱吉
- 新好男孩
- 李敏鎬[47]- 韓國知名演員
- 李棟旭 - 韓國知名演員
- 槍與玫瑰[48]
- 比爾·柯林頓[49]- 第42任美國總統
- 碧昂絲 - 葛萊美獎得獎R&B歌手
- 空中補給
- 羅賓森·坎諾[50]- 美國職棒大聯盟球星
- 老鷹合唱團[51]
- 聯合公園 - 美國知名搖滾樂團
- 肯尼·基[52]- 著名薩克斯風演奏家
- 艾薇兒加拿大搖滾小天后
- 謎幻樂團[53]
- 趙寅成[54]- 韓國知名演員
- 陳雲林[55]- 海協會會長
- 安室奈美惠[56]- 日本流行天后
- Damian Lillard - NBA球星
- Nigel Kennedy[57]- 英國後現代小提琴大師
- 麥克·龐培歐 - 第70任美國國務卿
- 南西·裴洛西 - 第52任美國眾議院議長
- 郭台銘 - 鴻海集團創辦人、前台灣首富
- 馬英九 - 第12、13任中華民國總統
- 朱立倫 - 第1任新北市市長
- 侯友宜 - 第2任新北市市長
- 柯文哲 - 第4任臺北市市長

## 別名
- 1990年，台北凱悅大飯店開幕[58][59]。
- 2003年9月21日，中文名改為台北君悅大飯店[58][59]。
- 2013年，配合凱悅國際酒店集團統一全球中文名稱之品牌策略，中文名再度改為台北君悅酒店。

## 都市傳說

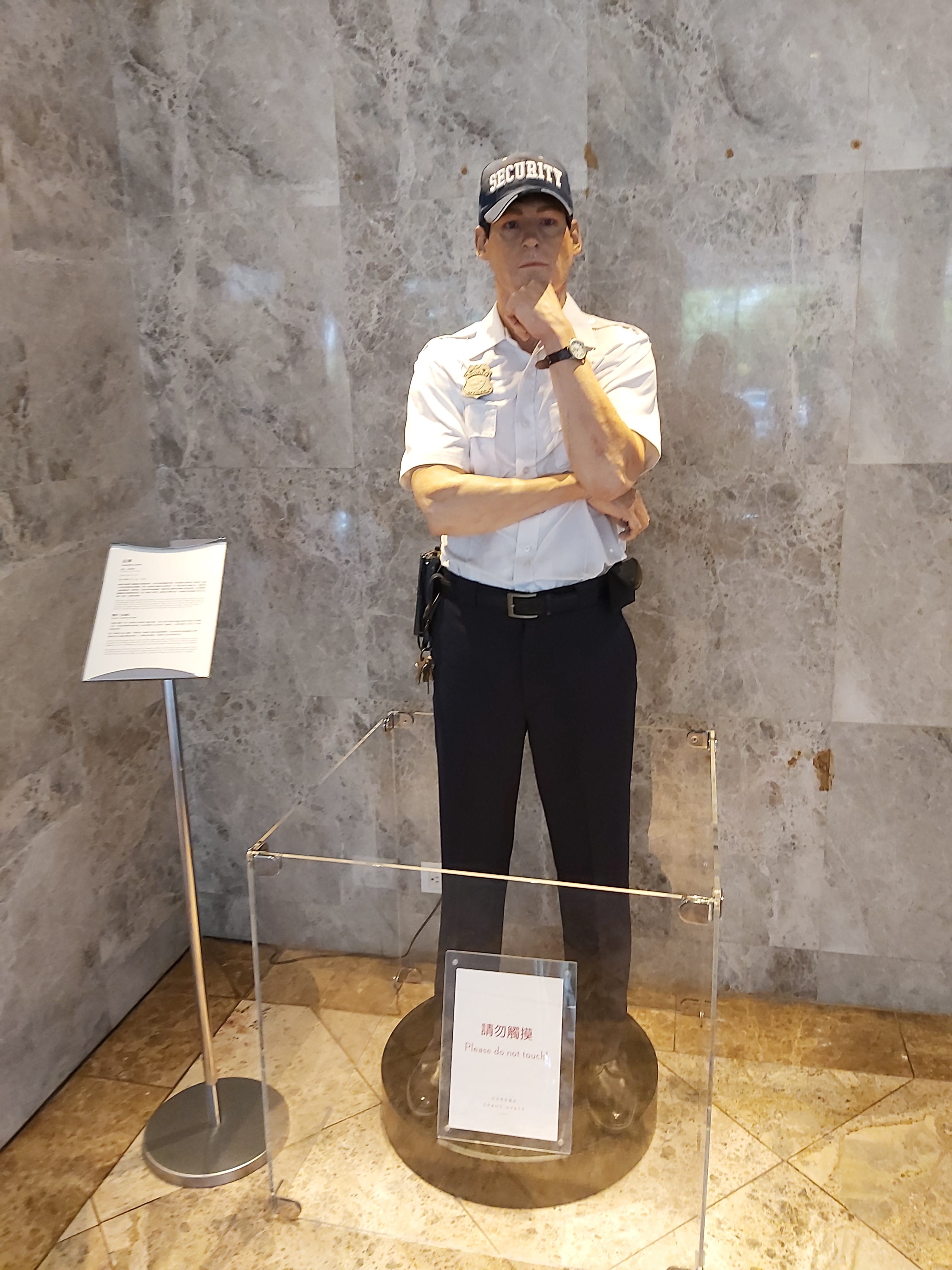
大廳陳列之人形雕塑「站崗」

據說台北君悅酒店所在地信義計劃區為臺灣日治時期的亂葬崗，Hotels.com評為「全球十大猛鬼酒店」之一，且指酒店內放置了佛經及符咒等來鎮鬼；唯根據酒店所言，所謂符咒係為台灣密宗大師林雲之畫作，於酒店開幕時為了招財致贈。另外，文獻資料顯示，酒店的所在地信義計劃區在日治時期為農田，1937年政府徵購信義路、忠孝東路、基隆路的農田，並於該地區興建陸軍倉庫。戰後，倉庫被國民政府接收，改為陸軍四四兵工廠和汽車五級保養場，位置西至基隆路，東至松山工農、虎林街，南至信義路、北至忠孝東路，大約等同於現在台北市的信義計畫區，也就是目前台北市政府、台北市政府消防局、台北市政府警察局信義分局、中華電信東四局、信義區行政中心、興雅國中、台北101大樓、台北世貿中心、信義威秀影城及新光三越信義新天地等所在之廣大範圍，並於四週廣設眷村，兵工廠和保養場於1980年遷至大溪，原地開始闢建副都市中心。

## 圖庫

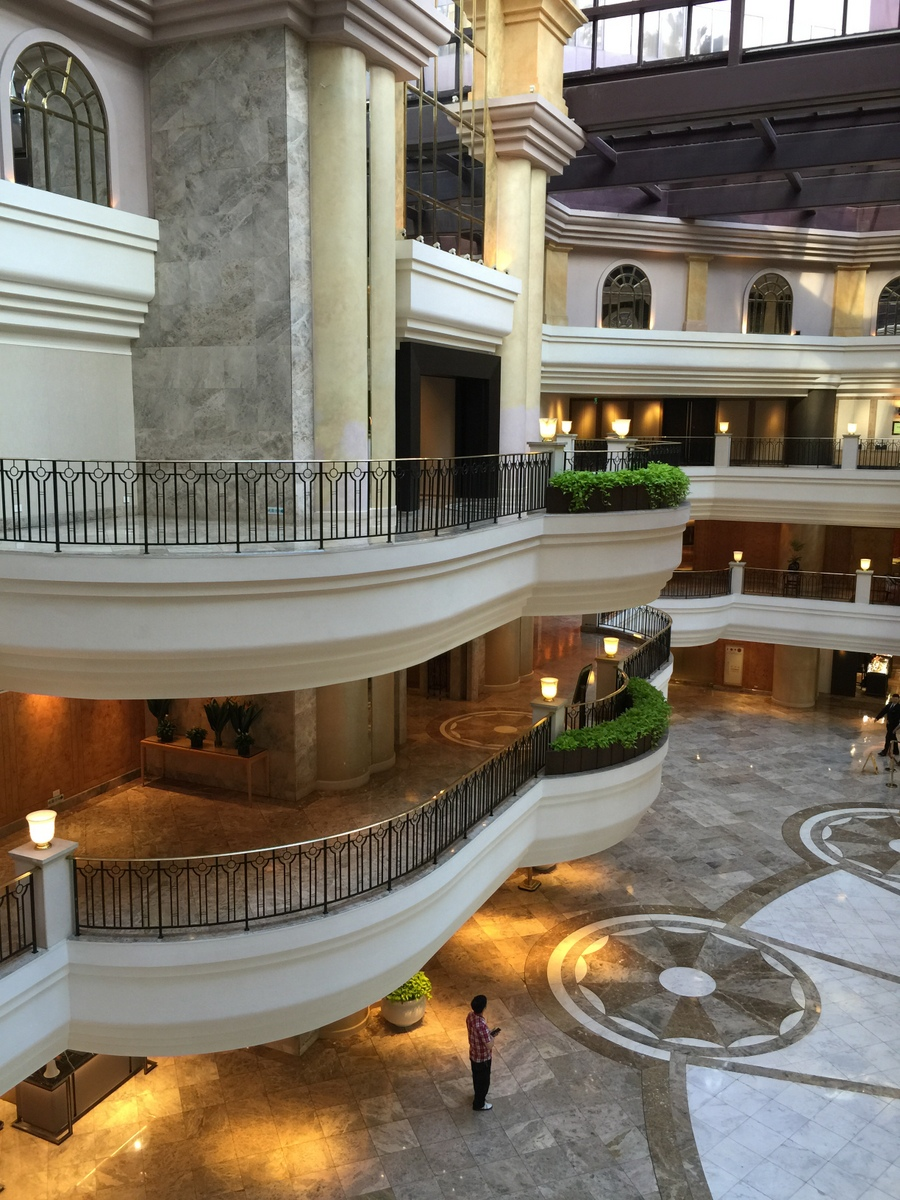
酒店大廳
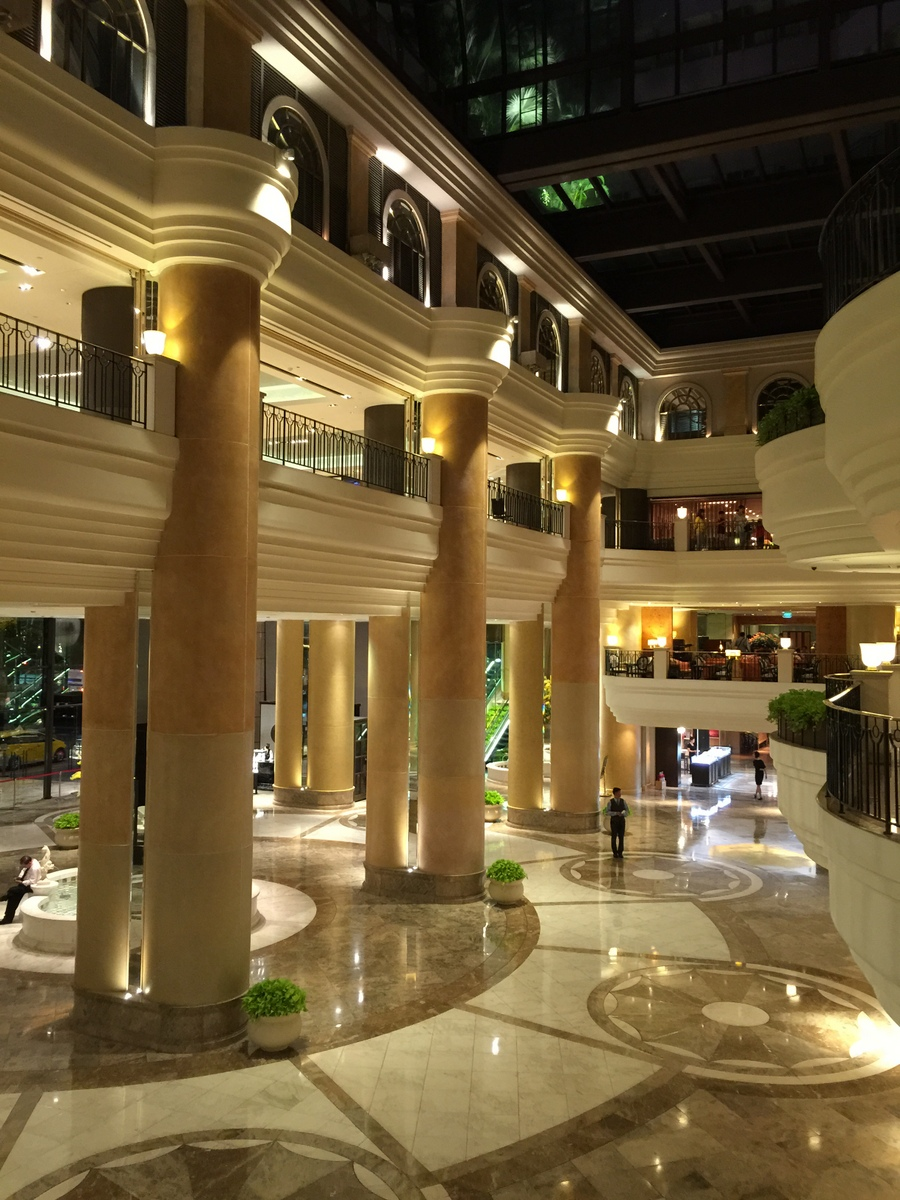
酒店大廳夜景
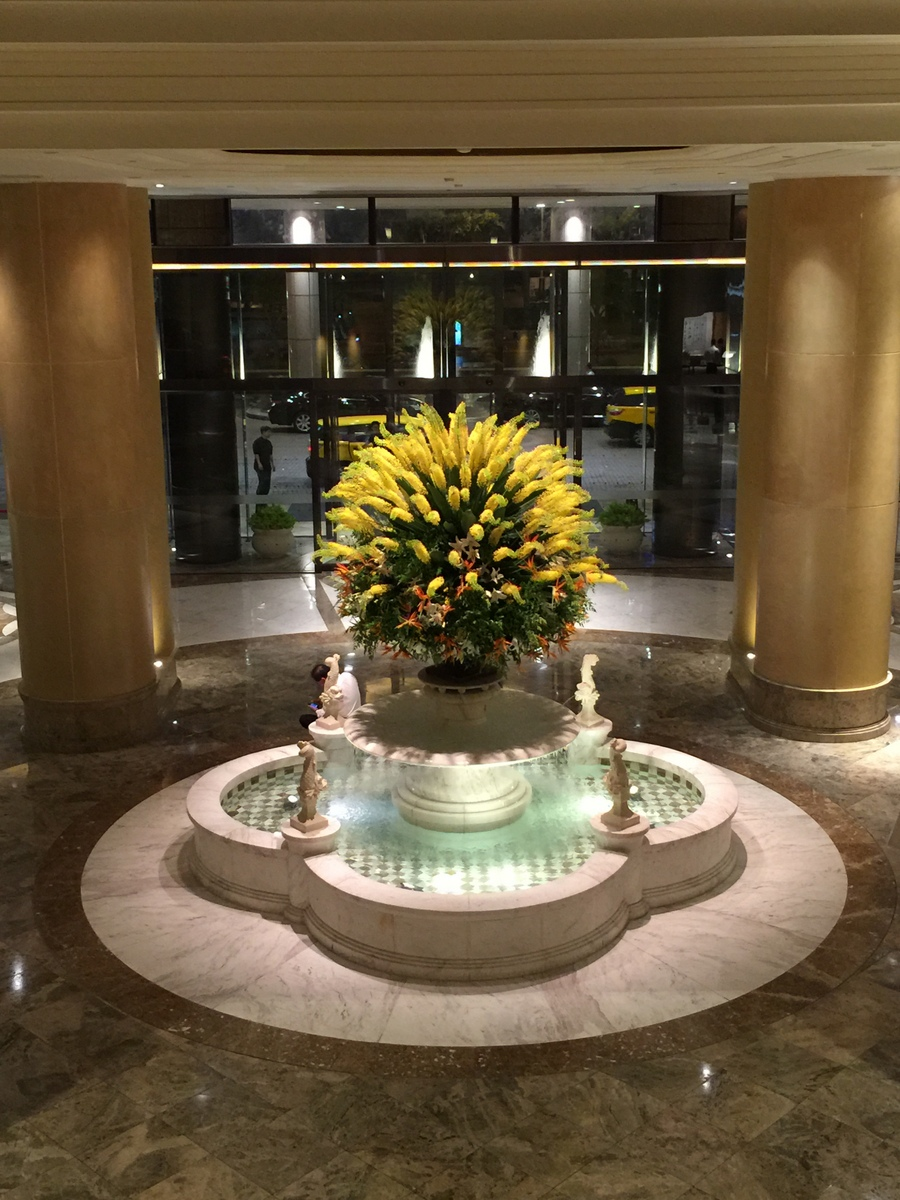
酒店大廳噴水池花藝
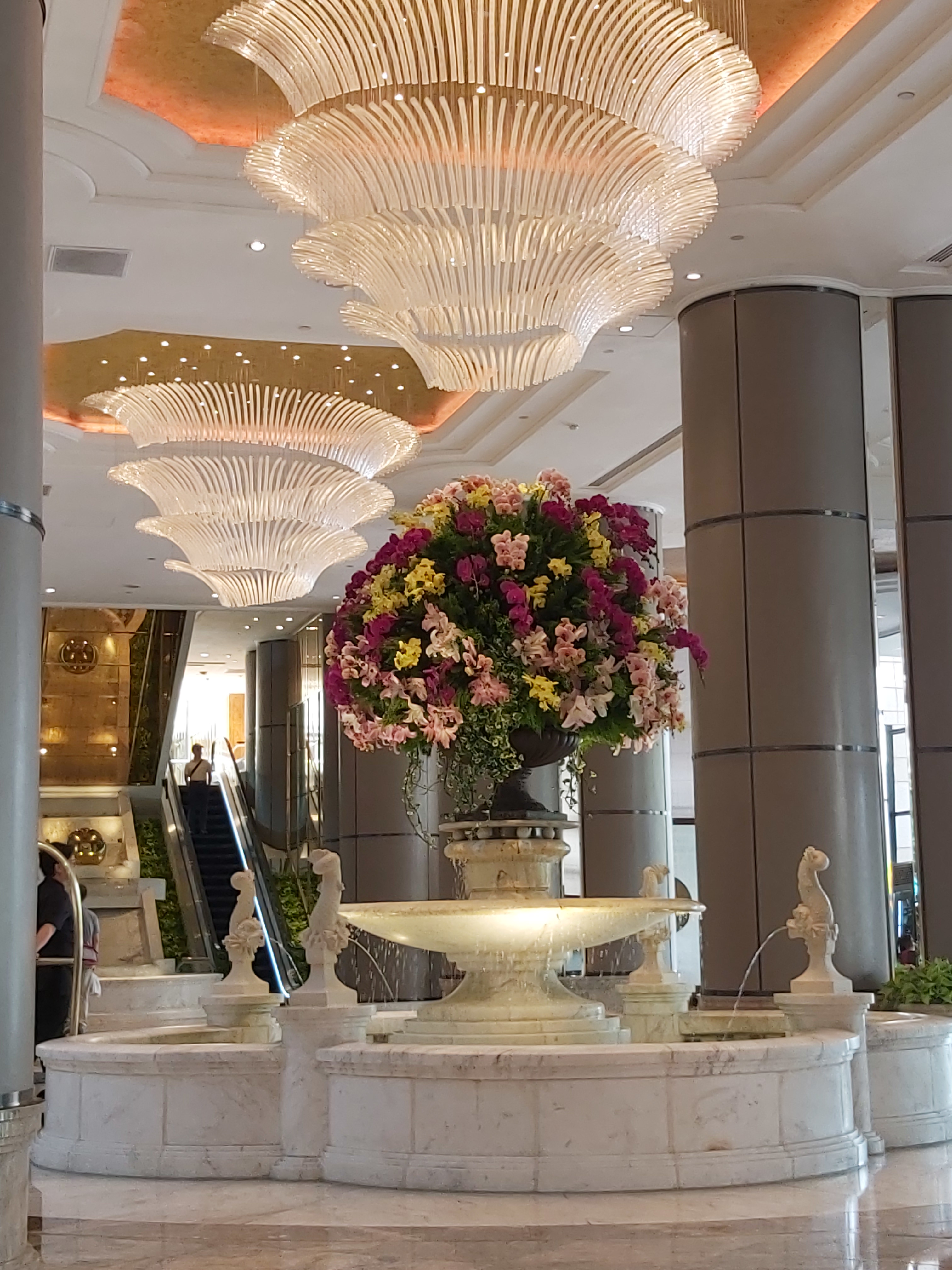
酒店大廳吊燈與噴泉
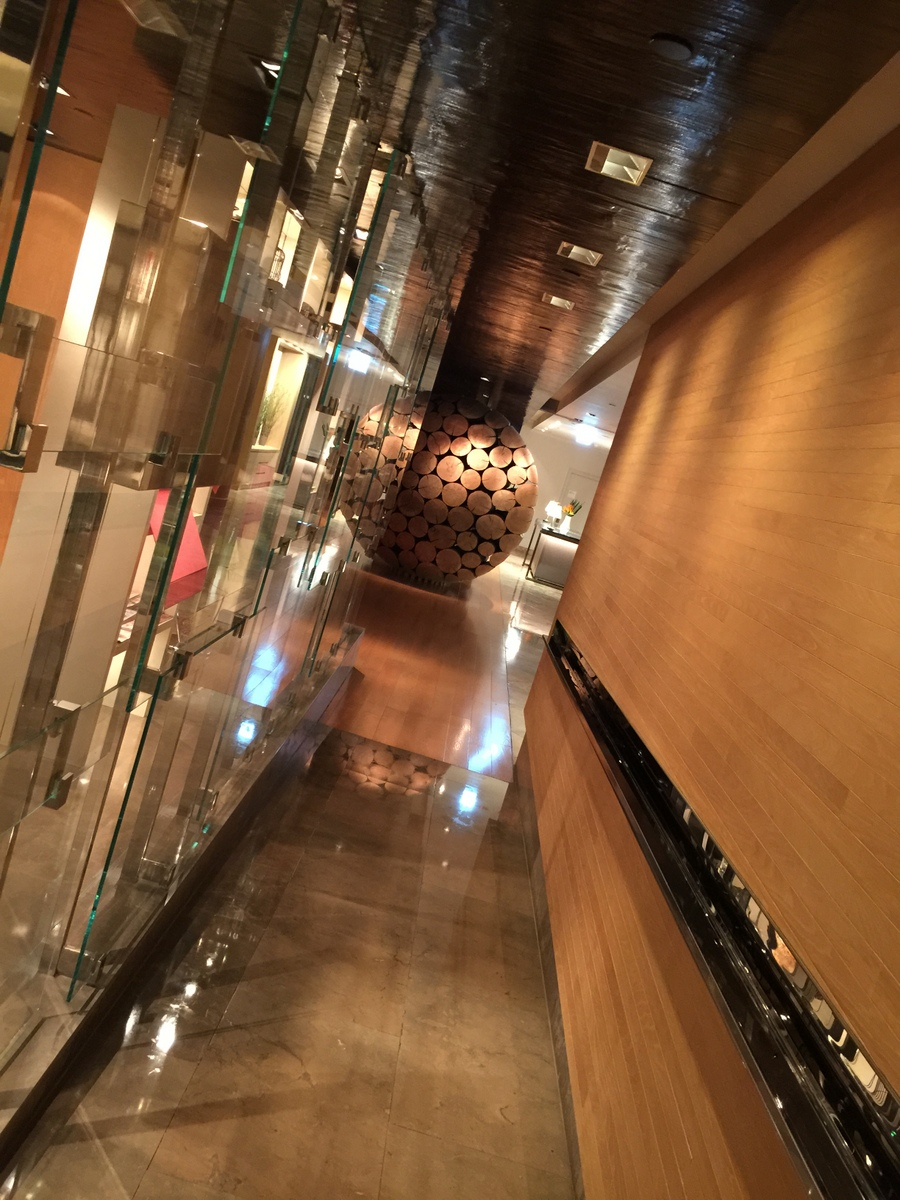
酒店大廳藝術品
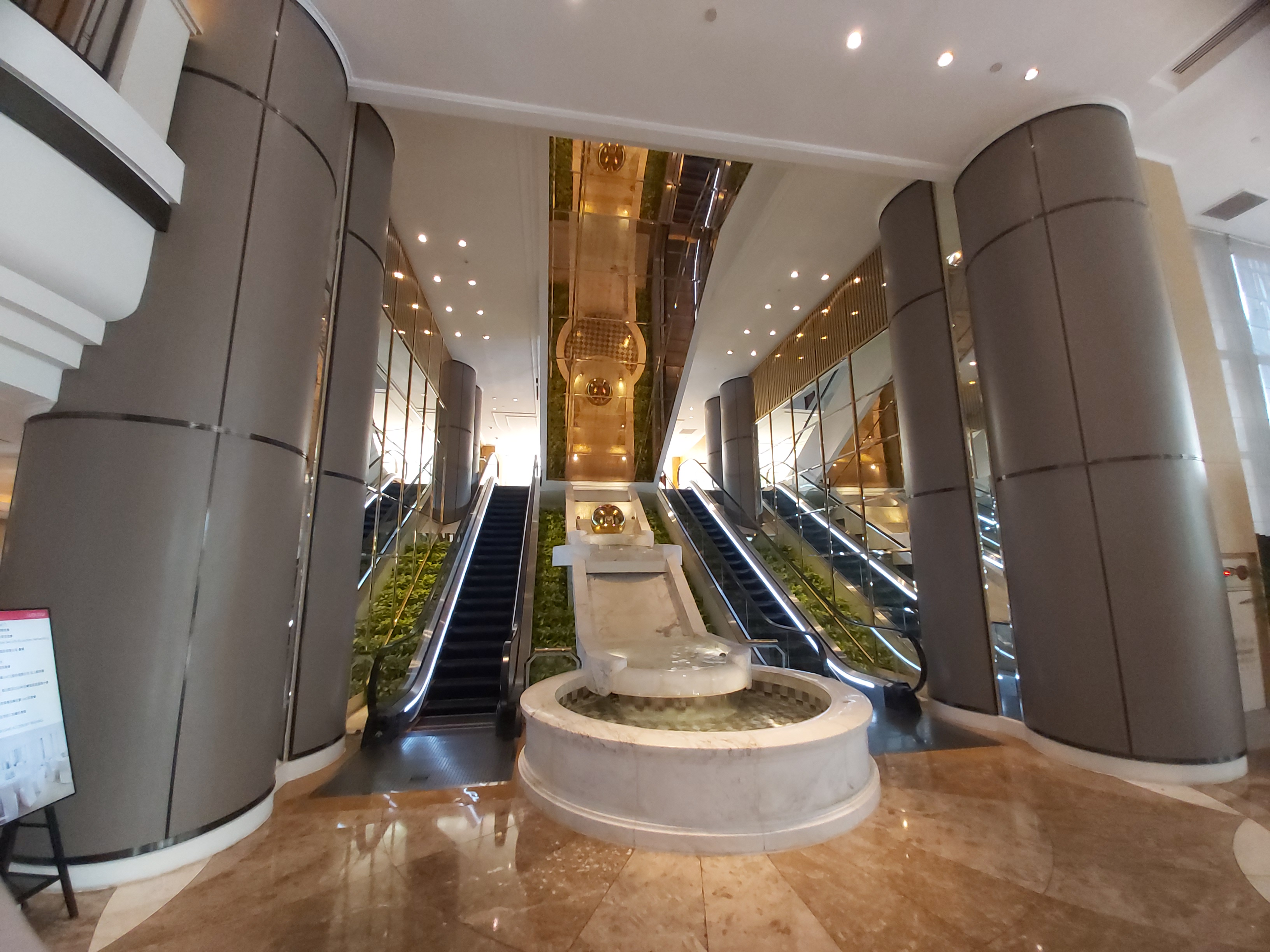
手扶梯
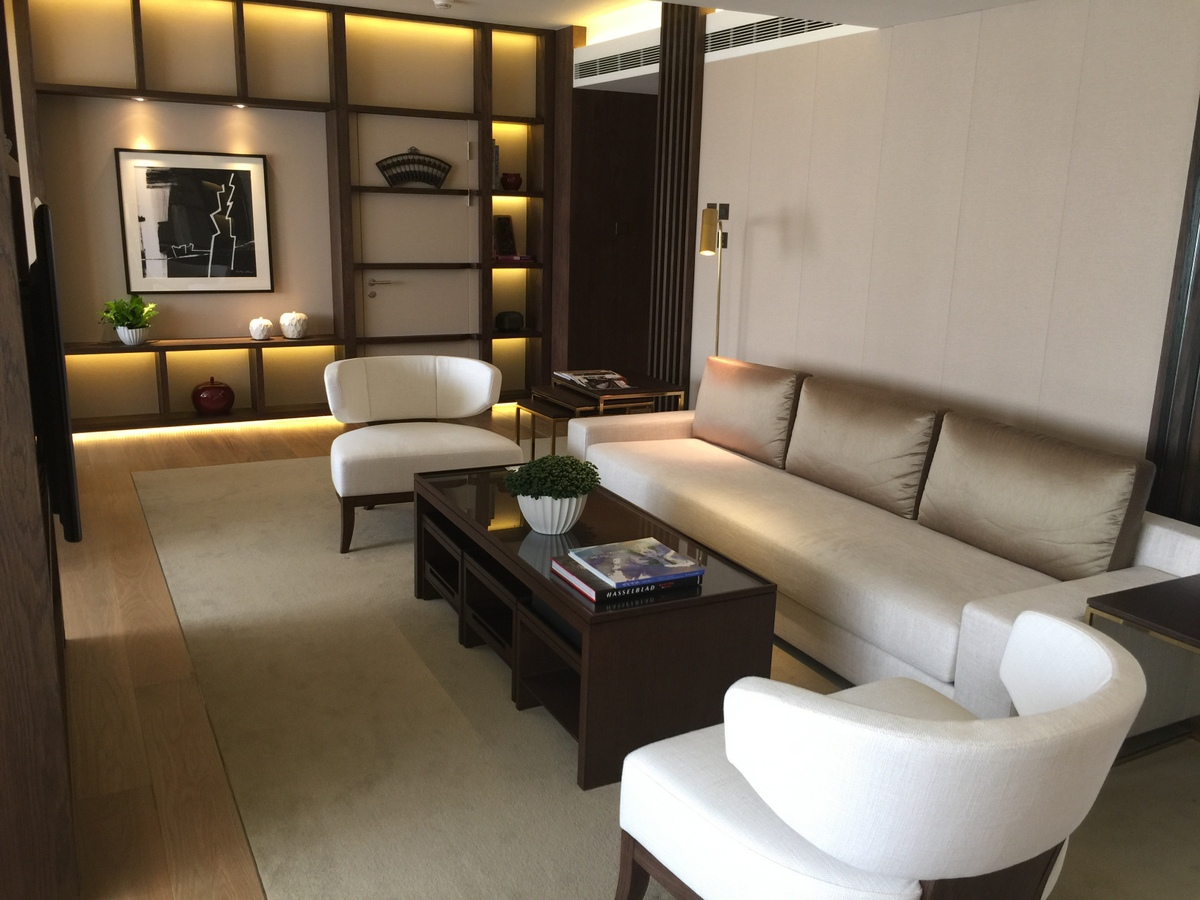
外交官套房
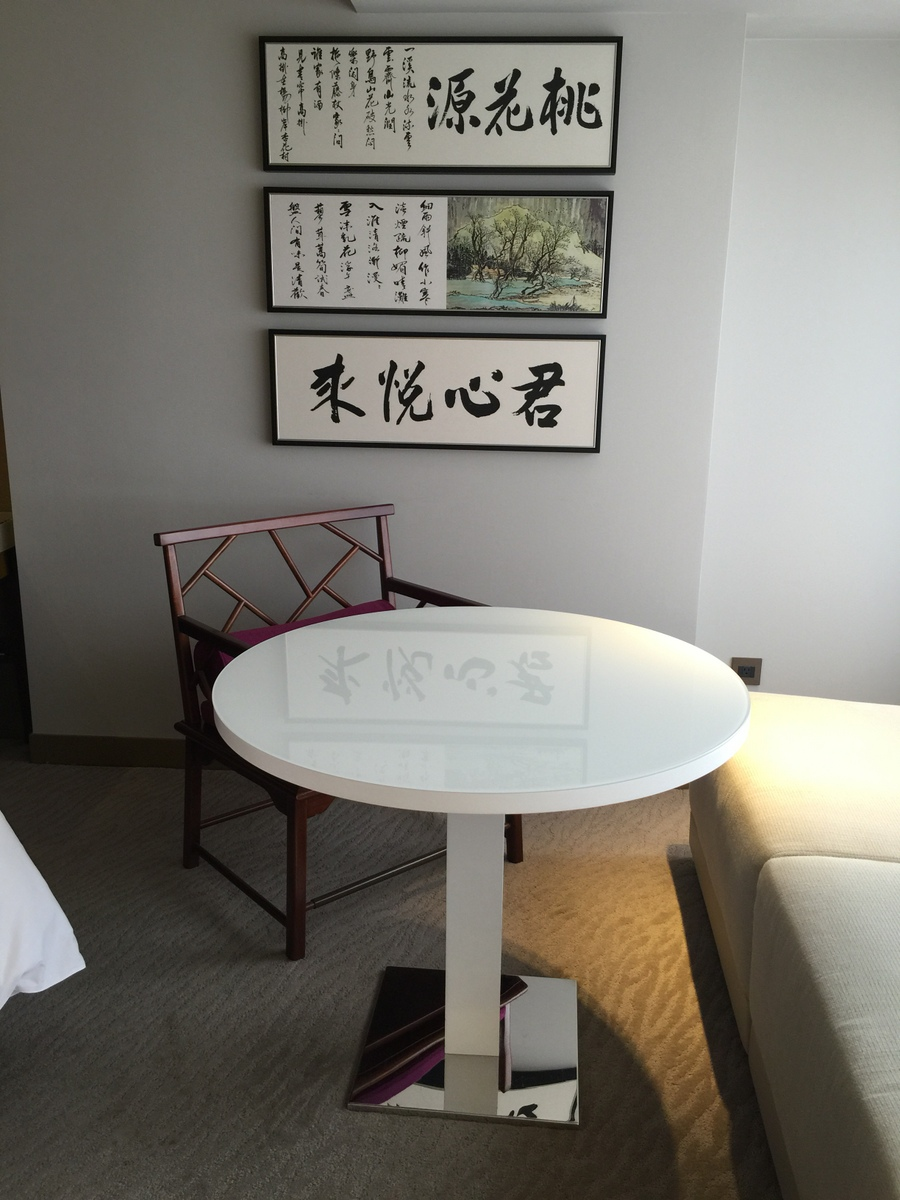
君悅客房餐桌
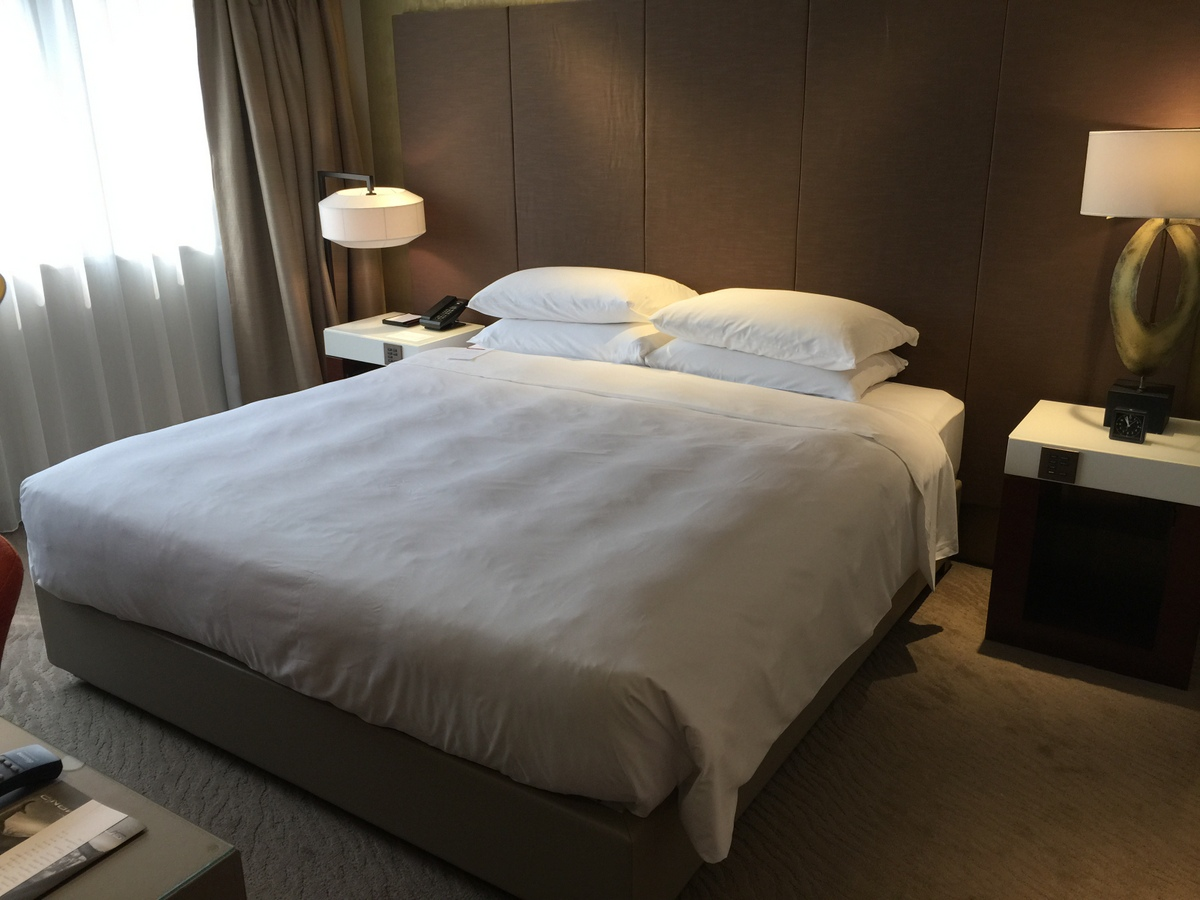
君悅豪華客房
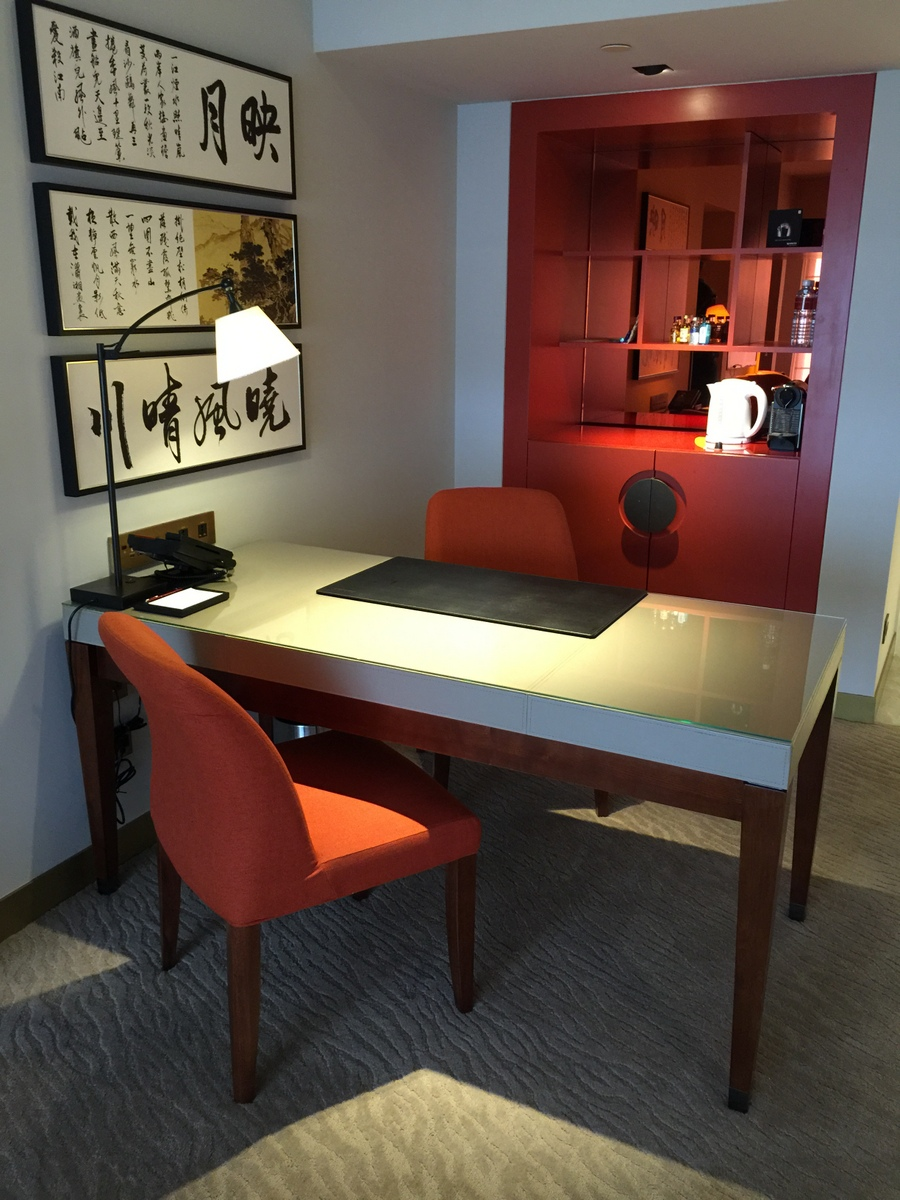
君悅套房
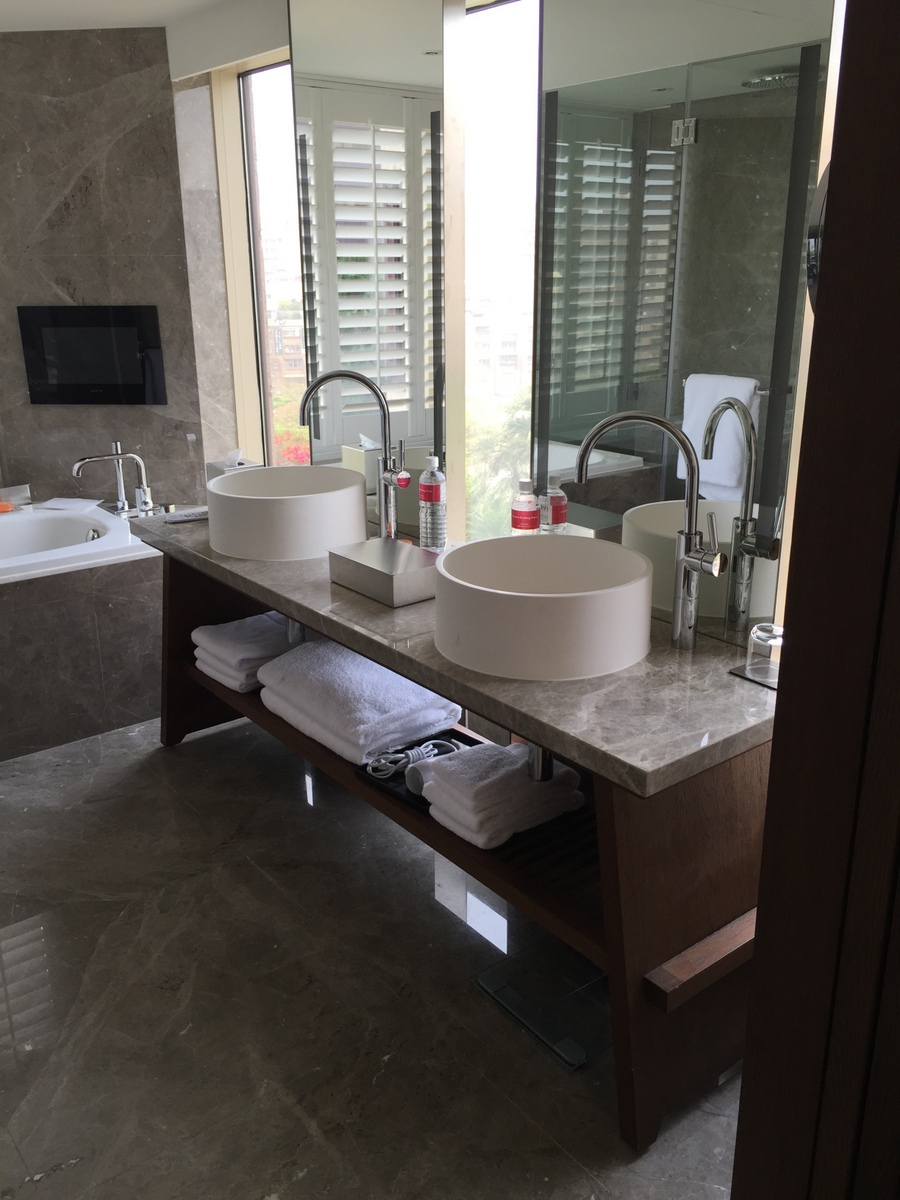
君悅行政套房
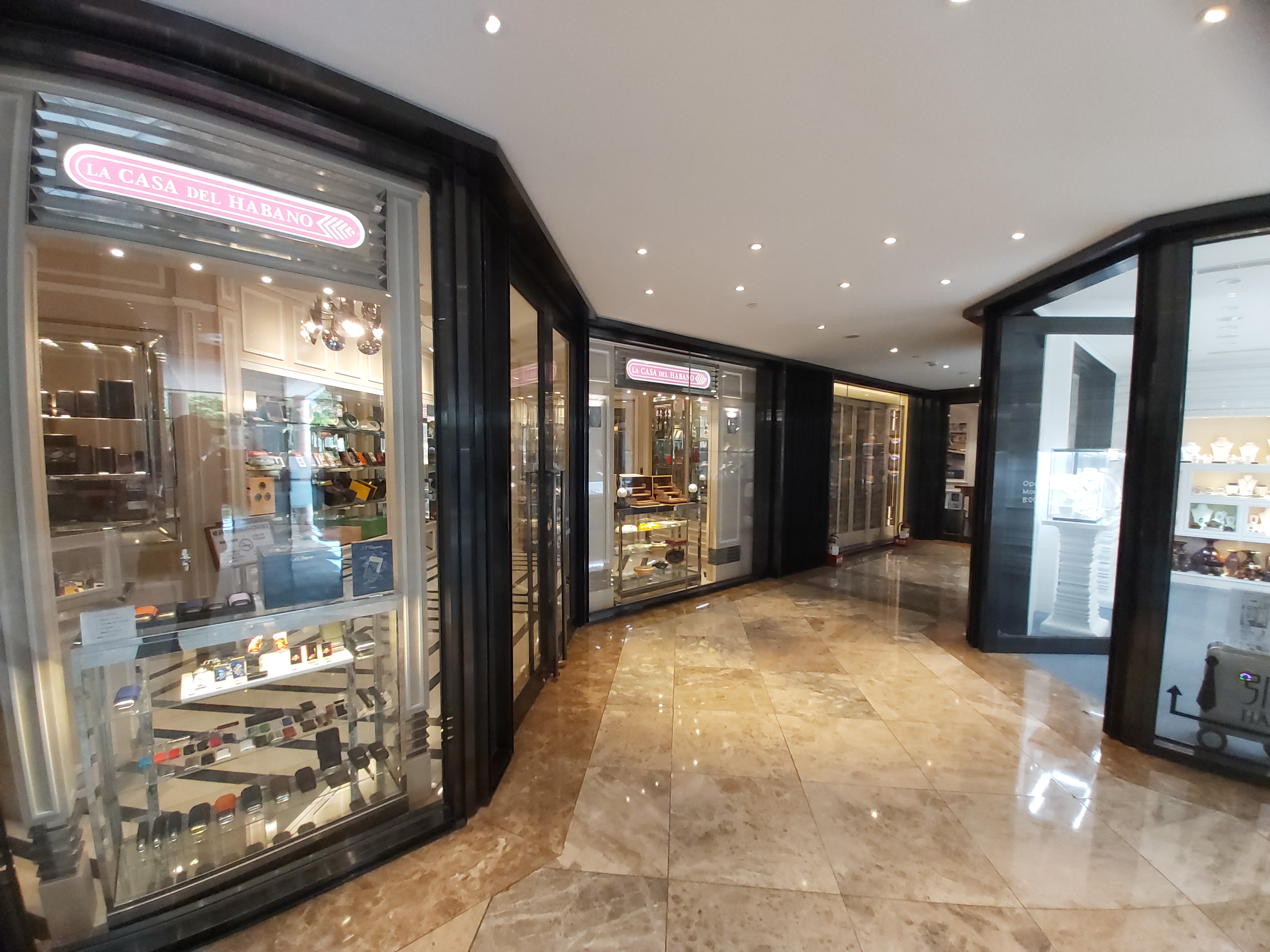
商店街

## 外部連結
- 台北君悅酒店（页面存档备份，存于）（繁體中文）
- 台北君悅酒店（页面存档备份，存于）（英文）
- 台北君悅酒店  臺灣旅宿網（页面存档备份，存于）

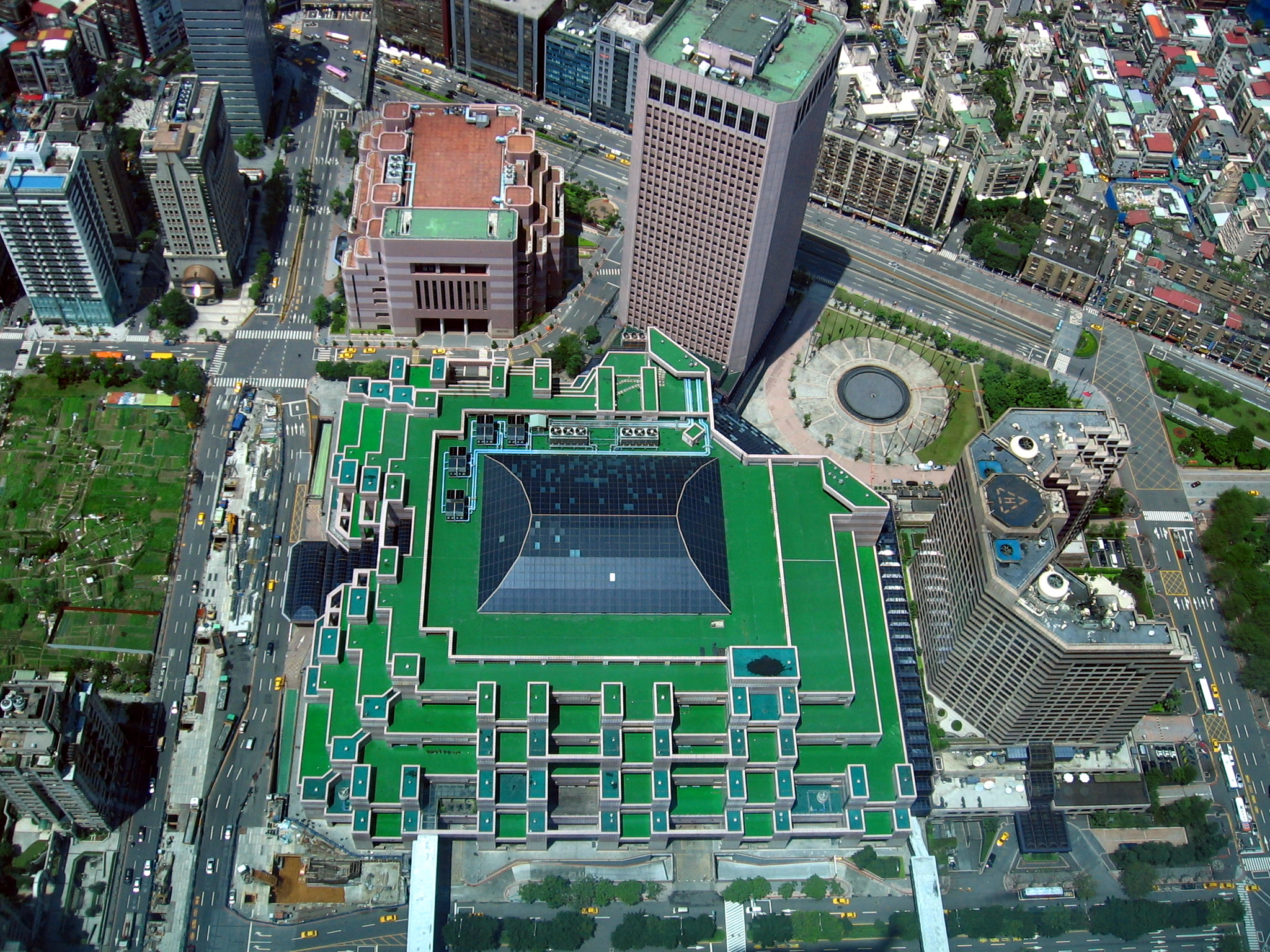
台北君悅酒店（右）為臺北世界貿易中心四合一建築群之一

  - Grand Hyatt Taipei - 台北君悅酒店的Facebook專頁
  - Grand Hyatt Taipei的X（前Twitter）
  - grandhyatttpe的Instagram帳戶
  - 台北君悅酒店的新浪微博